# Dimiao
Dimiao è una municipalità di sesta classe delle Filippine, situata nella Provincia di Bohol, nella Regione del Visayas Centrale.
Dimiao è formata da 35 baranggay:
- Abihid
- Alemania
- Baguhan
- Bakilid
- Balbalan
- Banban
- Bauhugan
- Bilisan
- Cabagakian
- Cabanbanan
- Cadap-agan
- Cambacol
- Cambayaon
- Canhayupon
- Canlambong
- Casingan
- Catugasan
- Datag

- Guindaguitan
- Guingoyuran
- Ile
- Lapsaon
- Limokon Ilaod
- Limokon Ilaya
- Luyo
- Malijao
- Oac
- Pagsa
- Pangihawan
- Puangyuta
- Sawang
- Tangohay
- Taongon Cabatuan
- Taongon Can-andam
- Tawid Bitaog